# Birthday Sex
Az amerikai énekes Jeremih első albumának első kislemeze a Birthday Sex.

## Háttér
2008 szeptemberében írta és rögzítette az énekes "Birthday Sex" c. számát. Eredetileg "Birthday Text" lett volna, ám az utolsó pillanatban megváltoztatta a szöveget. Az első kislemez a "My Ride"-hoz készült volna, de az producerek úgy döntöttek, hogy a "Birthday Sex" lesz az albumot beharangozó sláger. A dalt egy személyes születésnapi élmény ihlette.

## Fogadtatása
A kritikusok pozitív véleményüknek adtak hangot, garantált sikert jósoltak a felvételnek.

## Videóklip
A videót Kaliforniában, Los Angelesben forgatták, a rendező pedig Paul Hunter volt. A videóban Jeremih-t láthatjuk a szerelmével. A szerelmesek egy kézi kamera segítségével felveszik intim pillanataikat.

## Ranglista
| Lista (2009)                         | Helyezés |
| ------------------------------------ | -------- |
| Kanadai Hot 100                      | 35       |
| U.S. Billboard Hot 100               | 4        |
| U.S. Billboard Hot R&B/Hip-Hop Songs | 1        |
| U.S. Billboard Pop 100               | 16       |